# Kolga (Hiiumaa)
Kolga is een plaats in de Estlandse gemeente Hiiumaa, provincie Hiiumaa. De plaats heeft de status van dorp (Estisch: küla).
Kolga lag tot in oktober 2017 in de gemeente Käina en sindsdien in de fusiegemeente Hiiumaa.

## Bevolking
Het dorp had 17 inwoners op 31 december 2011 en 28 inwoners op 31 december 2021.

## Geschiedenis
Kolga werd voor het eerst genoemd in 1609 onder de naam Kolcka Luko Christer, een boerderij op het landgoed van Putkas (Putkaste). In 1668 was Kolga als Kollka By een dorp geworden (by is Zweeds voor ‘dorp’). In 1798 werd voor het eerst de huidige naam Kolga gebruikt.
In 1977 werd het buurdorp Võnkküla bij Kolga gevoegd.